# Sabina de Roma
Sabina va ser una màrtir romana del segle ii, venerada com a santa per l'Església.

## Vida i tradicions
Sabina va néixer al segle ii en una família noble que, quan encara era molt jove, la va casar amb el senador Valentí. Convertida al cristianisme, va freqüentar les catacumbes, on es trobava amb els altres cristians, ja víctimes de la persecució. Hi anava amb la seva minyona Seràpia, que ella mateixa havia convertit.
Va ser capturada i, en no voler abjurar de la seva fe, va ser condemnada a ser decapitada, juntament amb Seràpia. La tradició marca el 29 d'agost de 126 com a la data de la seva mort.
Les seves relíquies són a la Basílica de Santa Sabina, fundada el 425 a l'Aventí de Roma.